# Буковинка (Люблінське воєводство)
Буковинка (пол. Bukowinka; укр. Буковинка) — частина села Гребенне у Польщі, в Люблінському воєводстві Томашівського повіту, ґміни Любича-Королівська.
| Польща | Це незавершена стаття з географії Польщі. Ви можете допомогти проєкту, виправивши або дописавши її. |